# Havilland Point
Havilland Point är en udde i Antarktis. Den ligger i Sydshetlandsöarna. Argentina, Chile och Storbritannien gör anspråk på området.
Terrängen inåt land är varierad. Havet är nära Havilland Point norrut. Trakten är obefolkad. Det finns inga samhällen i närheten.